# Huisstijlen in het openbaar vervoer van Duitsland
De huisstijlen in het openbaar vervoer geven vooral weer de uitvoering van grafische vormgeving die openbaarvervoerbedrijven gebruiken om zichzelf herkenbaar en onderscheidend te maken naar het publiek. Dit artikel geeft een overzicht van die huisstijlen in Duitsland.

## Algemeen
Het hoofdrailnet wordt verzorgd door de Deutsche Bahn, deze is vergelijkbaar met de Nederlandse Spoorwegen in Nederland. Regionale spoorverbindingen en diverse buslijnen worden verzorgd door lokale vervoerders.

## Overzicht huisstijlen
| Kleur(en)            | Informatie | Afbeelding         |
| alex                 | alex | alex               |
| -------------------- | --- | ------------------ |
|                      | Aquamarijne basis met grijze en geeloranje lijnen. |                    |
|                      | Blauwe basis met grijze en geeloranje lijnen |                    |
| Autobus Oberbayern   | |                    |
|                      | Blauwe basis met grijze tinten |                    |
| BVG                  | |                    |
|                      | Gele basis met wit dak en grijze schortplaten. Sommige trams hebben een oranje basis. |                    |
|                      | |                    |
|                      | |                    |
| Deutsche Bahn        | |                    |
|                      | Het logo van de Deutsche Bahn (schildje met de letters DB) werd in 1993 ontworpen door Kurt Weidemann. De kleur is rood. Daarnaast zijn er nog 18 andere huisstijlkleuren. |                    |
| DB Fernverkehr       | |                    |
|                      | DB Fernverkehr is een dochterbedrijf van de Deutsche Bahn voor de langeafstandstreinen. De meest voorkomende huisstijl is tewel een volledig witte trein met een rode band onder de ramen. |                    |
| DB Regio             | |                    |
|                      | DB Regio is de dochterbedrijf van de Deutsche Bahn voor de korteafstandstreinen. De meest voorkomende huisstijl is een volledig rode trein met wit en grijstinten |                    |
| Levelink             | |                    |
|                      | Crèmekleur met blauwe Levelink opschriften |                    |
| metronom             | |                    |
|                      | Witte basis met gele vlakken en blauwe daken, deuren en schortplaten |                    |
| MVG München          | |                    |
|                      | Blauwe basis met grijze tinten |                    |
| NIAG                 | |                    |
|                      | Bij de treinen, blauwe basis met witte lijnen en groene diagonale vlakken |                    |
|                      | Bij de bussen, witte basis met blauwe schortplaten, blauwe lijn boven de ramen en groene diagonale vlakken | Afbeelding gewenst |
| ODEG                 | |                    |
|                      | Witte basis met gele en groene vlakken |                    |
| Prignitzer Eisenbahn | |                    |
|                      | witte basis met blauwe schortplaten en rode dak |                    |
| RBS                  | |                    |
|                      | Groene kop met geeloranje zij- en achterkant |                    |
| SWH                  | |                    |
|                      | Blauwe basis met witte lijnen en vlakken | Afbeelding gewenst |
| Sippel               | |                    |
|                      | Witte basis met blauwe gele en rode lijnen. |                    |
|                      | |                    |
|                      | Witte basis met blauwe schortplaten en blauwe lijnen rondom de bus |                    |
|                      | Sommige bussen dragen de Arriva-huisstijl. De basis is een tint van aquamarijn, een blauwgroen-achtige kleur. Deze kleur wordt gebruikt voor een groot gedeelte van de zijkanten, achterkant en de schortplaten rondom de bus. De huisstijl wordt aangevuld met een beige-achtige kleur die vanuit vanuit de voorkant in een halve cirkel door op het voorste deel van de zijkanten loopt, geschetst door een witte streep. Een dunne gele lijn loopt rondom de bus in het midden van de schortplaten. Het dak is wit. Op de bussen staan zowel het logo van Sippel als van Arriva. Dit komt doordat Sippel een dochterbedrijf is van Arriva |                    |
|                      | |                    |
| SSB                  | |                    |
|                      | Geel onder de ramen en wit boven en gelijk met de ramen. |                    |
| Stadtwerke Münster   | |                    |
|                      | Witte basis met blauwe vlakken |                    |
| VGF                  | |                    |
|                      | Volledig aquamarijn met witte belettering. Sommige trams rijden ook rond in andere kleurstellingen. |                    |
|                      | |                    |
| Vogtlandbahn         | |                    |
|                      | Witte basis met groene schortplaten en een gele lijn. |                    |
| Westfalenbahn        | |                    |
|                      | Donkerblauwe basis. Lichtblauwe deuren met een lichtblauwe strook langs bovenkant. Voorste deel van de zijkant lichtgeel. Ook lichtgele vlakken in het midden van de trein. Witte logo's aan zijkanten + wit steigerend paard bij het gele gedeelte op het voorste deel. |                    |
| WSW                  | |                    |
|                      | Witte basis met rode schortplaten blauwe band boven de ramen |                    |